# Campionat d'Espanya de motocròs 2013
La temporada de 2013 del Campionat d'Espanya de motocròs fou la 55a edició d'aquest campionat, organitzat per la Reial Federació Motociclista Espanyola. El calendari oficial constava de 7 proves puntuables, celebrades entre el 17 de febrer i el 13 d'octubre. Dues de les proves programades es disputaren als Països Catalans: Motocròs d'Albaida (17 de febrer) i Motocròs de Ponts (2 de juny).

## Classificació final

### MX2
| Posició | Pilot               | Motocicleta | Punts |
| ------- | ------------------- | ----------- | ----- |
| 1       | Ander Valentín      | Yamaha      | 241   |
| 2       | Cristian Oliva      | Kawasaki    | 216   |
| 3       | Carlos Fernández    | Kawasaki    | 197   |
| 4       | Francisco Haro      | Yamaha      | 186   |
| 5       | Francesc Mataró     | Suzuki      | 185   |
| 6       | Nil Arcarons        | KTM         | 156   |
| 7       | Iker Larrañaga      | Kawasaki    | 154   |
| 8       | Alonso Sánchez      | Suzuki      | 129   |
| 9       | Nil Bussot          | Kawasaki    | 129   |
| 10      | Jordi Salvador Páez | Honda       | 119   |

### MX Elite
| Posició | Pilot                      | Motocicleta | Punts |
| ------- | -------------------------- | ----------- | ----- |
| 1       | José Antonio Butrón        | KTM         | 347   |
| 2       | Alvaro Lozano              | Yamaha      | 267   |
| 3       | Joan Cros                  | Suzuki      | 208   |
| 4       | Raul Alvarez               | Yamaha      | 174   |
| 5       | Francisco Javier Fernández | Suzuki      | 170   |
| 6       | Gerard Salavedra           | KTM         | 155   |
| 7       | José Luis Martínez         | Yamaha      | 144   |
| 8       | Miguel De La Rosa          | Suzuki      | 118   |
| 9       | Christian Barragán         | Honda       | 108   |
| 10      | Antonio José Ortuño        | Kawasaki    | 98    |

## Categories inferiors
Font:
| Campionat             | Guanyador          | Motocicleta |
| --------------------- | ------------------ | ----------- |
| Copa d'Espanya de MX1 | Carlos Abel        | Honda       |
| Copa d'Espanya de MX2 | Nil Pons           | Yamaha      |
| Trofeu Sub-18         | Carlos Fernández   | Kawasaki    |
| Copa MX125            | Rubén Fernández    | KTM         |
| MX85                  | Borja Martín       | KTM         |
| Trofeu Alevins 65cc   | Oriol Oliver       | KTM         |
| Trofeu MX50           | Raúl Sánchez       | KTM         |
| Copa MXMaster 35      | Javier García Vico | Honda       |
| Copa MXMaster 40      | Alfred Camps       | Honda       |